# Grebswarden
Grebswarden ist ein Stadtteil der niedersächsischen Stadt Nordenham im Nordosten des Landkreises Wesermarsch an der Wesermündung.

## Geschichte
Ab dem 1. Jh. v. Chr. kann eine Siedlung auf einer Wurt in Grebswarden nachgewiesen werden.
Grebswarden gehörte mit Blexen, Einswarden, Volkers, Tettens und Phiesewarden zu den sechs frühgeschichtlichen (um 100 v. Chr.) Dorfwurten im nordwestlichen Bereich der Außenweser auf dem östlichen Festlandsknie von Butjadingen. Der Deichbau und die Sielentwässerung ab dem 16. Jahrhundert verbesserte hier die landwirtschaftlichen Bedingungen. Die Dorfwurt war hier 17. Jh. dichter besiedelt als um 1850. 
Im Mittelalter gehörte das Wurtendorf zum Kirchspiel Blexen. 1933 wurde die Gemeinde Blexen in die Stadt Nordenham eingemeindet, Phiesewarden wurde zum Ortsteil von Nordenham.
Im Zweiten Weltkrieg befand sich auf dem heutigen THW-Gelände eine Flak-Stellung mit dem Flakleitstand Burhaver Straße 41 zum Schutz vor Bomberangriffen. Heute existiert ein militärhistorisches Museum im ehemaligen Flakleitstand.
Den Jedutenhügel soll es schon seit der ersten Besiedlung geben. Nach dem Ersten Weltkrieg wurde dort ein Kriegerdenkmal errichtet.